# 下罗斯拉
下罗斯拉（德語：Niederroßla，發音：[ˈniːdɐˌʁɔsla]）是德国图林根州魏玛地区县曾经的一个市镇，与上罗斯拉相邻，面积5.84平方千米，2011年4月25日人口为1,253人。2013年12月31日，下罗斯拉与另外8个市镇合并为新市镇伊尔姆塔尔-魏恩施特拉瑟。